# Stadion Honsellstraße
Das Stadion Honsellstraße war ein Fußballstadion des VfB Mühlburg im Karlsruher Stadtteil Mühlburg.

## Geschichte
Das Land wurde dem FC Mühlburg pachtweise überlassen. Der Platz war 1907 auf der sogenannten Holsteinschen Wiese angelegt worden. Da das Gelände allein für einen Fußballplatz zu klein war, pachtete man ein weiteres Stück Land von der Bahn. Der erste Sportplatz entstand 1908, im nächsten Jahr ein erstes Klubhaus. Dieses wurde einige Zeit später um Bade- und Duschräume erweitert, was zu jener Zeit als Seltenheit galt.
Das Stadion wurde 1942 vollständig zerstört, war aber 1947 wieder aufgebaut. Das Gelände konnte 1945 sogar erweitert werden. Die erste Begegnung lautete VfB gegen die Stuttgarter Kickers am 7. September 1947 (0:3). Das neue Stadion hatte keine Aschenbahn und bot Platz für 30.000–35.000 Personen. Hierbei handelte es sich fast ausschließlich um Stehplätze, es gab nur ein paar Bänke für die Kriegsversehrten.
Auf dem Gelände gab es noch ein barackenartiges Gebäude, die Geschäftsstelle des VfB, Umkleidekabinen sowie Parkplätze für Omnibusse der Gästefans.
In der Saison 1952/53 fusionierte der VfB Mühlburg mit dem FC Phönix zum Karlsruher SC, woraufhin der alte Phönix-Platz zum Wildparkstadion umgebaut wurde. Bis dieses fertig war, spielte auch der KSC seine Heimspiele im Mühlburger Stadion. Das letzte Punktspiel dort am 24. April 1955 lautete KSC gegen Eintracht Frankfurt (3:2), das allerletzte Spiel war ein Freundschaftsspiel am 25. Juni 1955 gegen Inter Mailand (2:1). Bis zum Abriss 1959 nutzte die Turnerschaft Mühlburg das Stadion. Die Tribüne wurde vor dem Abriss abgebaut und stand bis 2018 im Albgaustadion in Ettlingen, wurde jedoch durch einen kompletten Neubau ersetzt.